# Nadia
Nadia er et russisk pigenavn, der betyder håb.
Det er en diminutiv form af det russiske navn Надежда (Nadyezhda).
Nadine er en variation der er almindelig i Frankrig.

## Eksempel
- Nadia Bjerregaard Hansen
- Nadia Boulanger
- Nadia Comăneci
- Nadia Nadim
- Nadia Petrova

| Fornavne | Spire Denne artikel om et fornavn er en spire som bør udbygges. Du er velkommen til at hjælpe Wikipedia ved at udvide den. |